# Bertoncelj
Bertoncelj je priimek v Sloveniji, ki ga je po podatkih Statističnega urada Republike Slovenije na dan 1. januarja 2010 uporabljalo 620 oseb in je med vsemi priimki po pogostosti uporabe uvrščen na 419. mesto.

## Znani nosilci priimka
- Aci Bertoncelj (1939—2002), pianist, klavirski pedagog
- Andrej Bertoncelj (*1957), finančni strokovnjak, univ. profesor, menedžer, minister za finance
- Anton Bertoncelj - Zvonko (1913—1944), partizanski poveljnik
- Blaž Bertoncelj (1975—2022?), plesalec argentinskega tanga
- Bojan Bertoncelj, diplomat
- Dinko Bertoncelj (*1928), plezalec, alpinist, smučar, pisec
- Gašper Bertoncelj (*1978), jazz-glasbenik, bobnar
- Gorazd Bertoncelj (*1976), smučarski skakalec, trener
- Irena Bertoncelj, biologinja, pedologinja, ekologija kmetijskih ekosistemov
- Ivan Bertoncelj - Johan (1908—1965), partizan, politični delavec
- Ivan Bertoncelj - Janoš (1914—1974), pedagoški delavec, šolnik
- Jakob Miroslav Bertoncelj (1948—2011), kipar
- Janez Bertoncelj (*1958?), koordinator za kolesarjenje na MOL, ambasador projekta Ljubljana, pametno mesto
- Jasna Bertoncelj, stokovnjakinja za živilstvo
- Jelena Bertoncelj (*1968), arhitektka, oblikovalka, filmska animatorka
- Joža Bertoncelj (1901—1976), kovaški mojster iz Krope
- Jože Bertoncelj (1922—2012), alpski smučar
- Jože Bertoncelj  (1925—2016), duhovnik, katehist, urednik, prelat
- Julij Bertoncelj (*1939), strojnik, tehnični inovator, gospodarstvenik, publicist
- Maja Klinar Bertoncelj, pianistka
- Marko Bertoncelj (1928—1983), agronom, univ. profesor
- Mateja Bertoncelj (*1969), novinarka
- Matjaž Bertoncelj (*1942), oblikovalec; arhitekt; urbanist?
- Matjaž Bertoncelj (*1971), risar stripov
- Miha Bertoncelj (1924—1994), umetnostni kovač
- Mojca Bertoncelj, teologinja, tajnica Škofijskega urada za laike
- Polona Bertoncelj, športna novinarka
- Primož Bertoncelj (*1980), stripar
- Sabina Bertoncelj Pustišek, pedopsihiatrinja
- Sašo Bertoncelj (*1984), telovadec
- Sebastian Bertoncelj, violončelist
- Stane Bertoncelj (1907—1951), vsestranski športnik, nogometaš
- Špela Bertoncelj (*1983), alpska smučarka
- Štefan Bertoncelj, gospodarstvenik (Domel)
- Tjaša Bertoncelj (*1991), dramaturginja, urednica, gledališka kritičarka, kustosinja (lutke, animirano gledaliče)
- Vanda Rebolj (r. Bertoncelj) (*1947), pedagoginja, andragoginja, šolnica
- Viktor Bertoncelj (1913—?), gospodarstvenik (Planika)
- Vladimir Bertoncelj (1905—1980), šolnik, gimnazijski ravnatelj
- Vladimira Bertoncelj Kučar (*1950), arheologinja